# 구학역
구학역(Guhak station, 九鶴驛)은 충청북도 제천시 봉양읍 구학리에 위치한 중앙선의 철도역이었다. 2021년 1월 5일에 서원주~제천 구간 복선 전철화가 완료되어 폐역되었다.
일반 여객열차는 정차하지 않는 역이나, 인근에 한국 천주교의 두 번째 신부인 최양업 신부의 묘소와 한국 최초의 신학교가 있었던 배론성지가 위치해 있어 이곳을 방문한 천주교 성지순례객들을 위해 전세열차가 이 역에 정차를 하였다. 

## 역사
- 1941년 7월 1일 : 보통역으로 영업 개시[1]
- 1951년 5월 20일 : 1·4 후퇴 당시 역사 소실
- 1952년 4월 19일 : 임시 역사 신축
- 1957년 10월 15일 : 현재 역사 신축
- 1977년 5월 16일 : 여객열차 무정차 통과, 소화물 취급 중지[2]
- 1994년 1월 11일 : 화물 취급 중지[3]
- 2014년 2월 15일 : 간이역으로 격하
- 2017년 4월 1일 : 여객 취급 중지
- 2021년 1월 5일 : 폐역

{\displaystyle }